# Isomalt

Estructura de l'isomalt

Isomalt és un substitut del sucre sacarosa, un tipus de polialcohol, usat principalment per les seves propietats físiques semblants a les del sucre. La seva fórmula química és {\displaystyle {\ce {C12H24O11}}}.
El seu Codi E és 950-969. Només té un petit impacte en els nivells de sucre a la sang i no provoca càries dental. Té 2 2 kilocalories/g, la meitat de les calories dels sucres. Tanmateix com molts sucres alcohols (amb l'excepció de l'eritritol), porta el risc de distorsions gàstriques, incloent flatulència i diarrea, quan es consumeix en grans quantitats. Per tant, s'aconsella que l'isomalt no es consumeixi en quantitats més grans de 50 g per dia en adults i de 25 g en infants. El cos tracta l'isomalt com una fibra dietètica més que no pas com un simple carbohidrat i, per tant, pot incrementar els moviments dels budells. Típicament es mescla l'isomalt amb endolcidors potents com la sucralosa i, per tant, la mescla és més dolça que el sucre comú.
L'isomalt és una mescla equimolar de dos disacàrids, cadascun compost de dos sucres: glucosa i manitol (alf-D-glucopiranosido-1,6-mannitol) i també glucosa i sorbitol (alfa-D-glucopiranosido-1,6-sorbitol). La hidròlisi completa d'isomalt dona glucosa (50%), sorbitol (25%), i manitol (25%)
. És una substància inodora, blanca cristal·lina que conté un 5% d'aigua de cristal·lització.
L'isomalt es fabrica en un procés de dos estadis on el sucre primer es transforma en isomaltulosa. Després la isomaltulosa s'hidrogena fent servir el catalitzador Raney nickel. El producte final — isomalt — és una compost equimolar de 6-O-α-D-glucopiranosido-D-sorbitol (1,6-GPS) i 1-O-α-D-glucopiranosido-D-manitol-dihidrat (1,1-GPM-dihidrat).
L'ús d'isomalt està autoritzat en diversos països com els Estats Units, Canadà, Austràlia i d'altres.
L'isomalt es pot utilitzar en l'esculptura amb sucre i alguns el prefereixen pel fet que no crisatal·litza tan ràpid com el sucre comú.